# Valori plastici
Valori plastici – włoski miesięcznik kulturalny, wydawany w latach 1918–1922. Założycielem periodyku był Mario Broglio. Na łamach czasopisma publikowali m.in.: Giorgio de Chirico, Carlo Carrà i Alberto Saivinio. Pismo miało propagować idee sztuki metafizycznej.